# Bacchylides

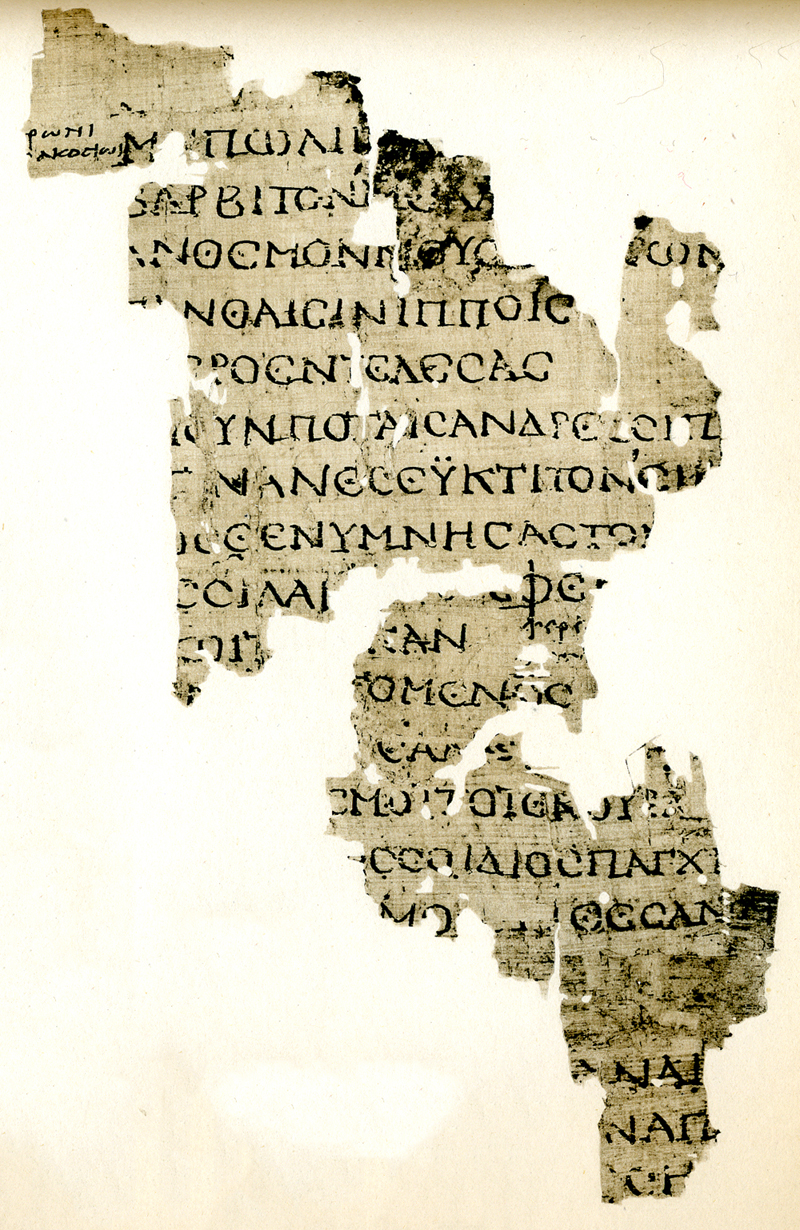
Bacchylides, Encomia

Bacchylides, een Grieks lierdichter, werd geboren rond 520 v.Chr. op Keos, net als zijn oom Simonides, met wie hij samen heeft verbleven te Athene, en daarna te Syracuse (zie ook Simonides). Als getalenteerd dichter was hij herhaaldelijk een geduchte concurrent van Pindarus, voor wiens neus hij weleens gewichtige opdrachten wegkaapte. De overlijdensdatum van Bacchylides is niet bekend.

## Literaire werken
Het werk van Bacchylides werd voor lange tijd als verloren beschouwd, tot een belangrijke papyrusvondst in 1896 veertien epinikia en zes dithyramben, vrijwel volledig bewaard, aan het licht bracht. Bacchylides' vertelstijl is traditioneler dan die van zijn concurrent Pindarus. Zijn gedichten kenmerken zich door het grote gebruik van (vaak aan Homerus ontleende)   epitheta   en een voor de dichter unieke techniek om mythes slechts fragmentarisch te vertellen of halverwege af te kappen. 